# Heiden, Appenzell Ausserrhoden
Heiden (schweizertyska: Hääde) är en ort och kommun i kantonen Appenzell Ausserrhoden i Schweiz. Kommunen har 4 316 invånare (2023).